# Бигалиев, Айтхажа Бигалиевич
Айтхажа Бигалиевич Бигалиев (25 декабря 1942) — учёный и специалист в области общей и экологической генетики, педагог, доктор биологических наук, профессор, общественный деятель, академик Международной академии информатизации, член Европейской ассоциации экотоксикологии и химии, член Британского общества экологов, «Отличник здравоохранения СССР», «Отличник высшего образования СССР», «Почетный работник образования РК».

## Биография
Родился 25 декабря 1942 года в селе Рабочий Кинель-Черкасского района Куйбышевской области России.
С 1961 по 1965 год с отличием окончил Алматинский зоотехнический и ветеринарный институт. С 1966 по 1969 год учился в Институте общей генетики АН СССР (аспирантура).
1969 году защитил кандидатскую диссертацию на тему «Химическая защита при фракционированном рентгеновском облучении эмбриональных фибробластов in vitro» (рук.академик Н. П. Дубинин). 1980 году защитил докторскую диссертацию по теме «Оценка генетической опасности солей тяжелых металлов (на примере хрома) как промышленных загрязнителей окружающей среды».

## Трудовая деятельность
1. 1969—1971 — ученый секретарь Института экспериментальной биологии АН КазССР
2. 1971—1985 — заведующий кафедрой биологии и общей генетики Актюбинского государственного медицинского института
3. 1985—1987 — проректор по учебной работе в Карагандинском государственном университете
4. 1987—1991 — ректор Карагандинского государственного университета
5. 1991—2007 — заведующий кафедрой экологии и почвоведения Казахского национального университета им. аль-Фараби
6. 1994—2003 — директор НИИ проблем экологии КазНУ им. аль-Фараби
7. 2008—2011 — профессор кафедры экологии и ботаники КазНУ им. аль-Фараби
8. 2011 — профессор кафедры молекулярной биология и генетики КазНУ им. аль-Фараби

## Научная деятельность
Автор более 400 научных статей и 7 монографий и учебников. Им подготовлено 21 кандидат и 7 докторов биологических наук, 2 PhD.
1. «Генетические эффекты ионов металлов»: Монография (1986)
2. «Генетика и окружающая среда»: учеб. пособие (1989)
3. «Вопрос о генотипе и экологическом влиянии на жизнедеятельность организмов» (1989)
4. «Проблемы окружающей среды и сохранения биологического разнообразия» : учеб. пособие (2005)
5. «Основы общей экологии» : учеб. пособие (2007)
6. «Проблемы окружающей среды и сохранения биоразнообразия»: Монография (2011)
7. «Общая экология» : учебник(2011)
8. «Биоэкология»: учебник (каз, рус) (2012)
9. «Экологическая генетика»: Монография (2012)
10. «Общая экология» (на казахском, русском, английском языках): учебник (2013)
11. «Экологическая генетика»: Монография (каз) (2015)
12. «Радиационные характеристики тест-объектов и цитогенетический анализ грызунов в районе Кошкар-Атинского хранилища отходов» (2014)
13. «Морфологические и физиологические изменения в результате антропогенного воздействия на редкие растения Алматинского заповедника» (2014)
14. «Возможность использования солеустойчивых свойств генома растения Agropyron cristatus при селекции пшеницы» (2015)
15. «Оценка процессов деградации экосистем в регионе Каспийского моря» (2015)
16. «Биоразнообразия диатомовых водорослей водорослей озера Алаколь и её систематика» (2018)
17. «Изучение генетического воздействия радиационно-загрязнённых территорий на биоту» (2019)
18. «Исследование генетических эффектов радиационно-загрязненных территорий на организм человека» (2019) и др.

## Награды и звания
1. Доктор химических наук (1980)
2. Профессор (1981)
3. академик Международной академии информатизации (1994)
4. член Европейской ассоциации экотоксикологии и химии (1995)
5. член Британского общества экологов (1995)
6. Медаль «В ознаменование 100-летия со дня рождения Владимира Ильича Ленина» (1970)
7. «Отличник здравоохранения СССР»
8. «Отличник высшего образования СССР»
9. Орден «Курмет» (2005)
10. «Лучший преподаватель вуза» РК (2009)
11. «Почетный работник образования РК»